# Tigretón
El tigretón es una especie de pastelito envuelto en cubierta de plástico de vivos colores que incluía en su interior un cromo coleccionable de diversas temáticas con el objetivo de ser coleccionables en álbumes. El pastelito consiste en un bizcocho enrollado y de aspecto cilíndrico, con un interior relleno de una mezcla alternada de mermelada de albaricoque y crema, todo ello con una cobertura solidificada de chocolate. El pastelito fue creado y comercializado por el Grupo Bimbo en España y su consumidor objetivo era el infantil. Se comercializa en paquetes de una o tres unidades (cada unidad con un peso de 50 gramos), y también en formato Mini (Tigretón Minix) con la caricatura de un tigre. Su popularidad tuvo su auge a finales de los años setenta. 

## Historia
En los paquetes se incluían cromos (generalmente envueltos en sobres parafinados) que se incluían en colecciones de álbumes de cromos. Cada álbum tenía una temática, una de las más conocidas fue el Libro de las adivinanzas de Bimbo, publicada en el año 1974. Otros álbumes fueron: La Aventura del Tren (creado en 1974 de 96 cromos), Volar y saber (de 96 cromos), El show de la pantera rosa y el tigretón de 78 cromos, Volar y saber lanzado en 1978, el mundo de las motos y del automóvil, dos álbumes de 1976, Orzowei en 1978 ambientada en la serie de televisión homónima. Estos cromos se coleccionaban igualmente en otros pastelitos comercializados por el Grupo Bimbo, como eran: Bonys, Bimbollos, Bucaneros. En el año 2005 se reeditaron estos álbumes con el objeto de atraer a consumidores adultos por el recuerdo que tenían asociado a su infancia. 

A partir de mitad de la década de 2010, en la red social “Twitter” (después denominada “X”), fueron popularizados por una usuaria conocida como “Cronopia”, quien, aunque lo niegue de  forma reiterada, los consume de forma habitual. En 2024, esta situación llegó al punto de que a dicha usuaria, en las presentaciones de su segundo libro publicado (“Fatal, gracias”, el primero fue “Emprendades”), sus seguidoras le regalaron cajas y cajas de este pastelito dulce. 